# 金属烟热
金属烟热（英語：Metal fume fever）是一种主要由暴露于氧化锌（ZnO）、氧化铝（Al2O3）或氧化镁（MgO）等金屑氧化物烟引发的疾病。也来源于发烟的银、金、铂和铬。为中华人民共和国法定职业病。
金属烟热最常与焊工相关，尤以焊接镀锌钢时最常见。焊接前需通过研磨或化学方法彻底去除镀锌层。铜焊和锡焊若暴露于铅、锌、铜或镉，亦可能导致金属中毒。 极端情况下，镉（存在于早期银焊料合金中）可引发意识丧失。

## 症状与体征
金属烟热多表现为急性发作，最初的症状可能是刺激咽喉的甜金属味，常在暴露后1-14小时内出现出现胸闷、咳嗽、头晕、疲倦、乏力、肌肉痛、关节痛、寒战等症状，体温升至37.5 °C以上，血白细胞增多并伴核左移。

## 病因
暴露常源于热金属加工（如锌合金熔铸、镀锌金属的焊接/铜焊/锡焊）。高风险金属即使低剂量冷打磨残留物亦可致病。电镀层或富金属防腐涂料（如钝化钢上的镉、飞机铝件上的铬酸锌底漆）亦为潜在诱因。亦有报道暴露于使用无铅弹药——硬钢芯剥落弹壳与枪管金属。
金属烟热最可能的机制是吸入金属氧化物烟雾损伤肺细胞后，引发特定细胞因子的剂量依赖性释放。此非过敏反应，但金属烟雾过敏亦可发生。

## 诊断
金属烟热的诊断主要依赖职业暴露史。因症状非特异且与常见病相似（暴露后2-10小时出现），易被漏诊。呼吸道症状突出时，或误诊为急性支气管炎或肺炎。
体征因病程阶段而异：或出现喘鸣、肺啰音。常见白细胞增多，尿/血浆/皮肤锌水平或升高。胸部X光片亦可异常。
反复暴露者常快速产生适应性（耐受性），但此耐受仅维持于工作周内。周末休息后即消失——此现象即俗称"周一热"的由来。
2018年，美国毒物控制中心录得金属烟热259例。

## 治疗
轻症治疗包括休息、补液及对症处理（如阿司匹林缓解头痛）。对于非过敏性急性肺损伤尚无标准疗法。
传统疗法为在暴露前后大量饮用牛奶， 但英国健康与安全执行局质疑其有效性："勿轻信焊接前饮牛奶可防金属烟雾热"。

## 预防
高危工种（如焊工）预防措施包括：避免直接接触有毒烟雾、改进工程控制（排气系统）、使用个人防护装备（呼吸器）、加强职业健康教育
高风险金属可通过产品设计替代：镉常用他金属取代；NiCd电池正被NiMH电池替代（含铬、钒、铈等毒金属）；镀锌/镍可替代镀镉；现代铜焊料已少含镉。